# Porte Chaussée
La porte Chaussée, ou tour Chaussée, est une porte de ville située à Verdun, dans le département de la Meuse en région Grand Est.
Construite en 1380 le long de la Meuse, elle était l'une des trois portes monumentales du Grand Rempart de Verdun. Remaniée en 1690, elle sert de prison militaire à l'État de 1755 à 1860 avant d'être rachetée par la ville en 1889.
Elle est classée aux monuments historiques depuis le 21 mars 1881.

## Histoire
La porte Chaussée est construite en 1380 grâce à la générosité Jean Wautrec, un riche drapier et le Premier Magistrat de la Cité. C'est l'une des trois portes monumentales du Grand Rempart, qui symbolise le nouveau statut de Verdun, devenue ville libre d'Empire en 1374. La porte tire son nom d'une route établie au XIIe siècle par une riche famille de Verdun,,.
En 1690, lors des travaux de fortifications de Vauban, la porte ogivale est remplacée par un portail en plein cintre surmonté d'un fronton toscan. À la même époque, la tour sud qui s'est effondrée à la suite d'un affaissement du sol est reconstruite à l'identique avec les anciennes pierres,,.
En 1755, la tour est cédée à l'État qui en fait une prison militaire. Cette dernière est fermée en 1860 lorsque les médecins militaires dénoncent les conditions de vie épouvantables des prisonniers,,.
En 1880, le pont-levis est détruit. Le génie militaire veut percer l'une des tours pour agrandir le passage pour les véhicules, mais les habitants s'y opposent. Une voie d'accès est alors construite pour contourner la porte.
La porte est classée aux monuments historiques le 21 mars 1881. Elle est rachetée par la ville en 1889,.

## Architecture
Le monument est composé de deux tours jumelles circulaires couronnées de créneaux et de mâchicoulis. Hautes de 20 m, leurs murs extérieurs ont une épaisseur de 1,75 m. Elles sont rattachées par un portique comprenant un portail en plein cintre surmonté d'un fronton toscan. Le monument est de style gothique, décoré de gargouilles et de sculptures en trèfles,.
La porte possède trois étages au-dessus de la cave et se termine par une terrasse en plein air,.

Vues de la porte
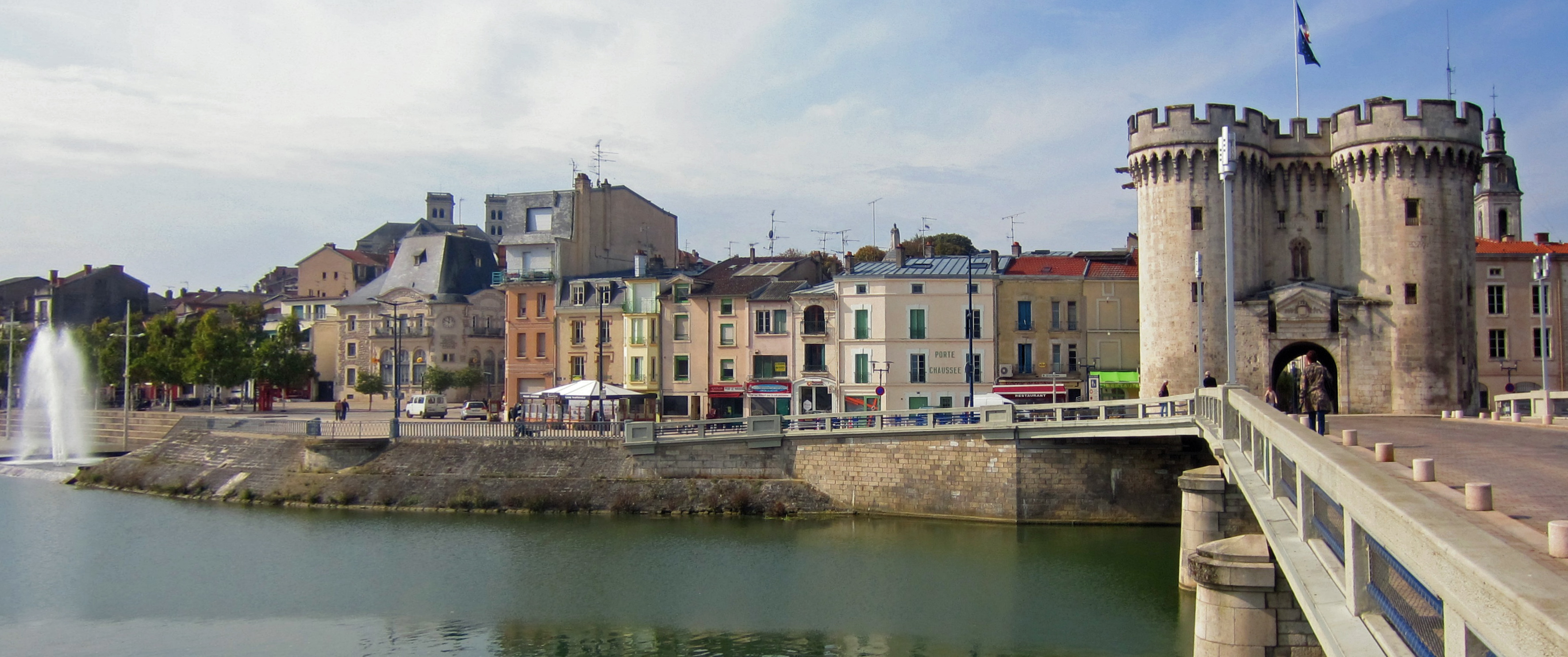
Au bord de la Meuse.
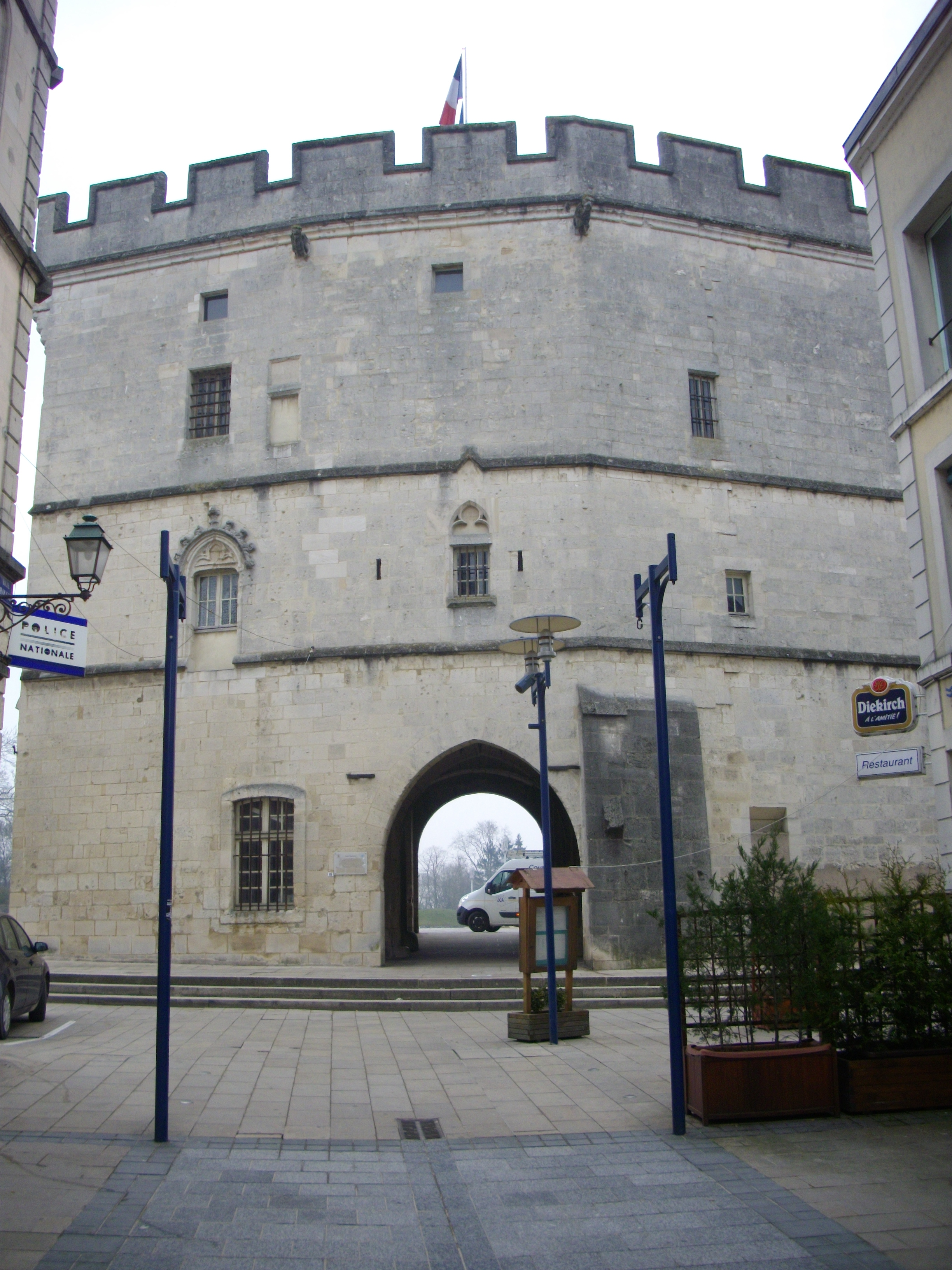
Vue de l'arrière.
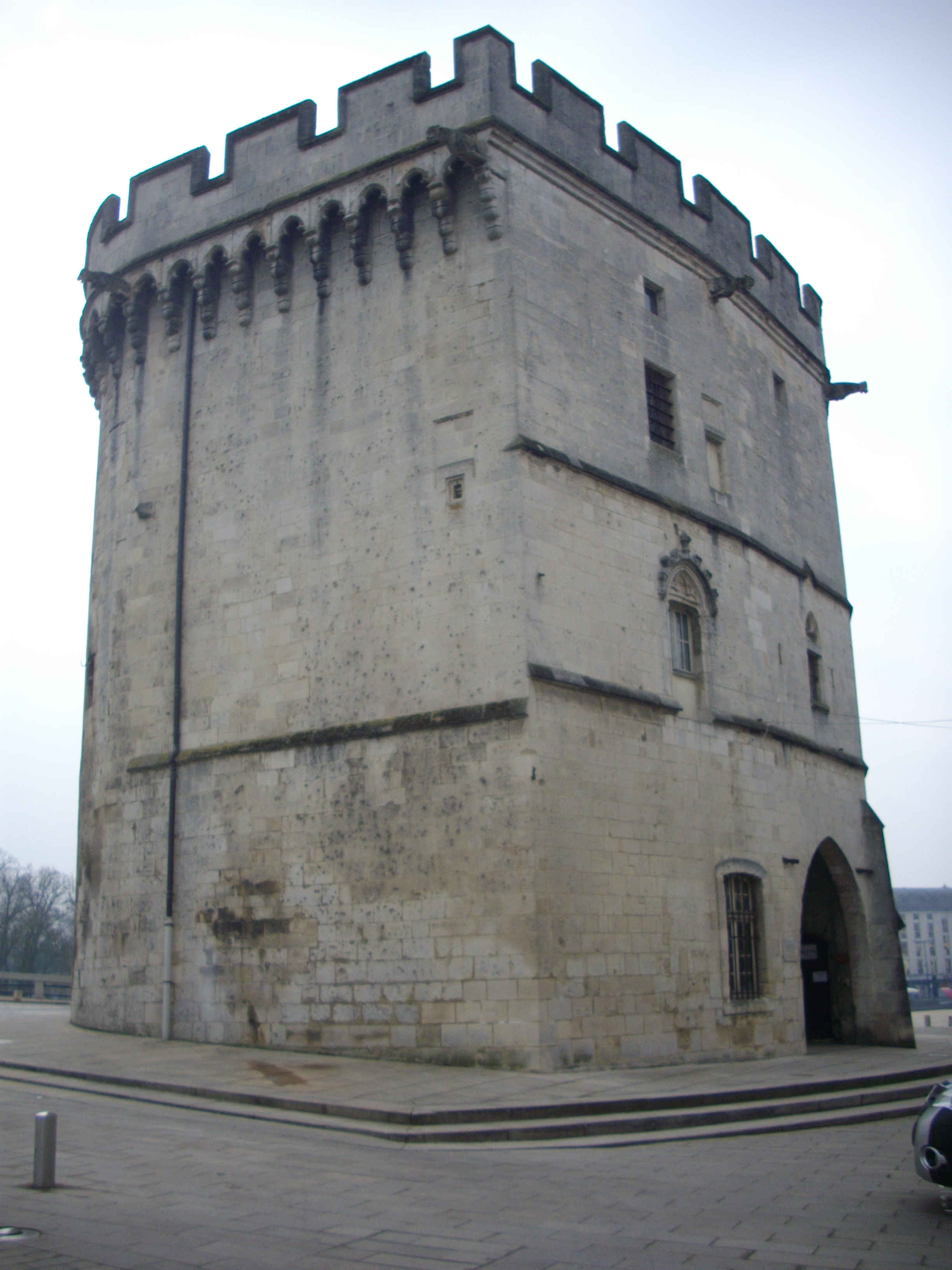
Vue de côté.
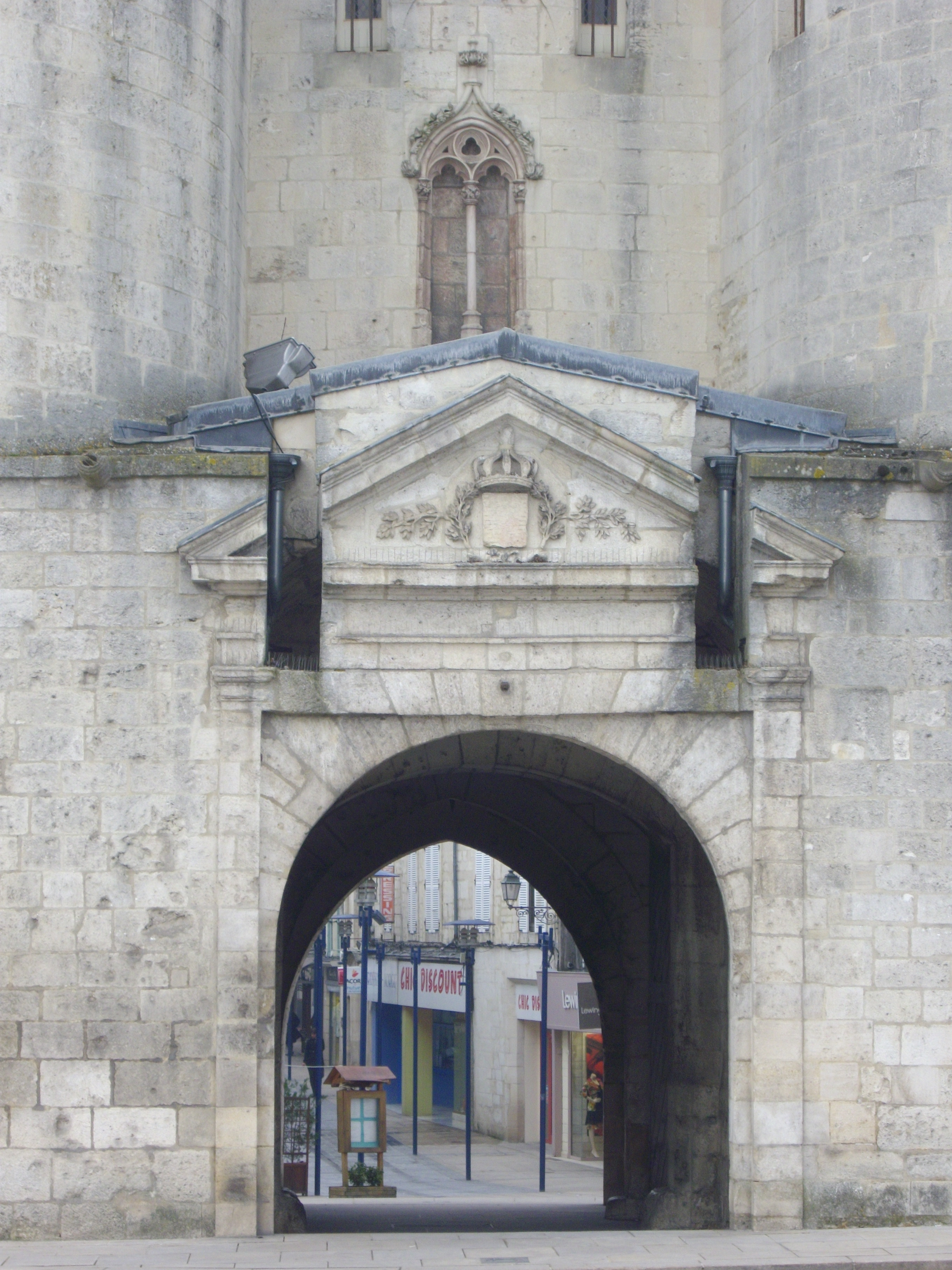
Portail en plein cintre.
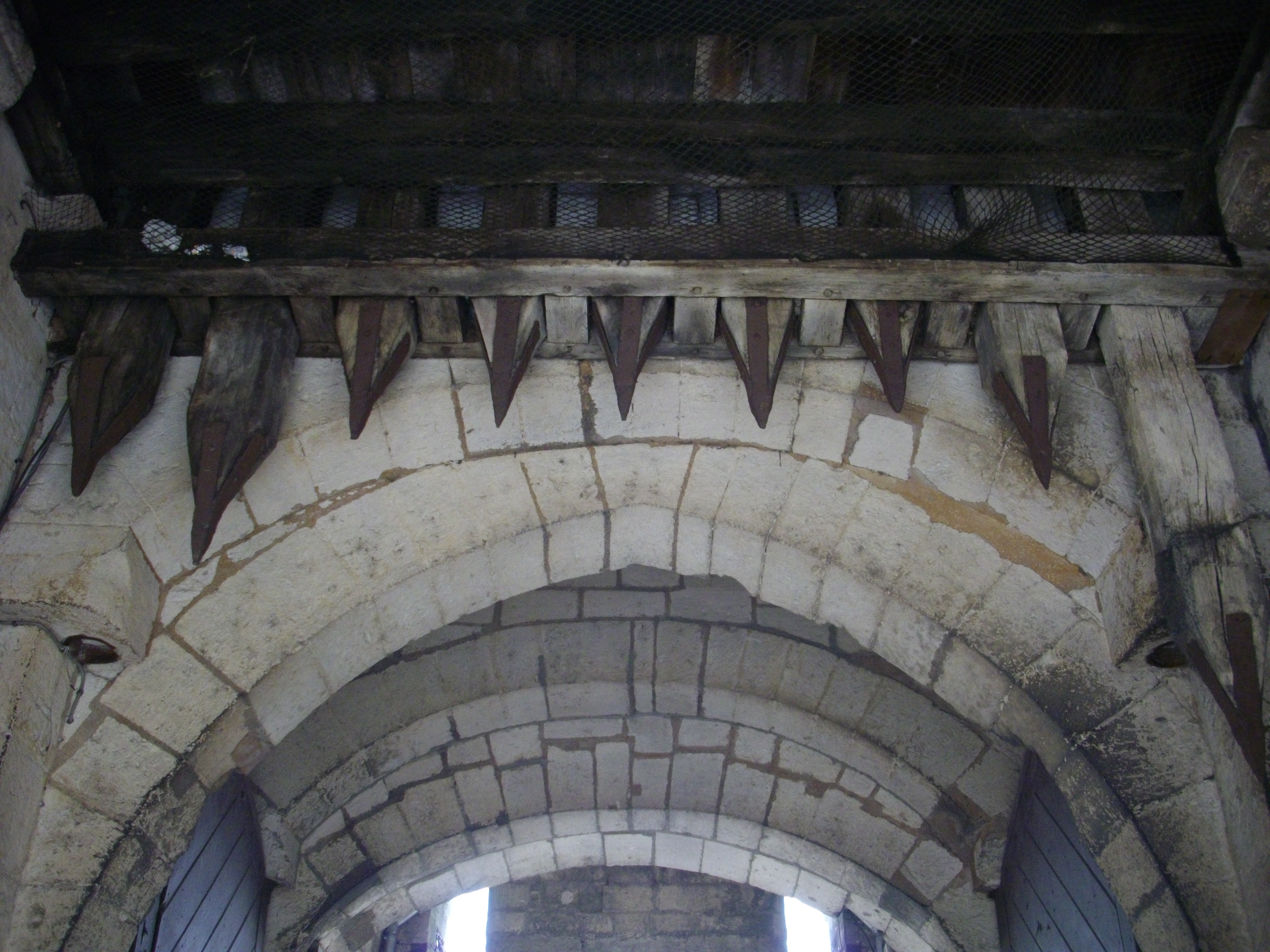
Herse.